# Wakoopa
Wakoopa是一个可以用来追踪一个人的个人计算机上的软件和网络应用，并允许用户相互分享自己的这些信息的社交网站。网站服务器位于荷兰，阿姆斯特丹。

## 特征
该网站的用户可以相互得知其好友所使用的软件和应用。软件和应用都被分类，用户可以查看每个分类中的佼佼者。要使用这项服务，用户需要从网站上下载一个客户端程序，并使其运行在个人电脑的后台。客户端程序收集用户所使用的软件和应用的信息，并将其记录到相应用户的个人资料中。
Wakoopa是一个Web 2.0类型的网站，允许用户发表评论（reviews），描述（descriptions）自己最喜欢的软件和应用，和向各种软件和应用加标签（tag）等。用户能组织一个Team，并能自定义自己所显示的软件和应用。网站上几乎所有的部分都可以用RSS订阅。
2008年6月，Wakoopa宣称得到了来自Big Bang Ventures和HENQ Invest两家风险投资公司的总共一百万美元的风险投资。
2012年6月15日，Wakoopa宣佈關閉Wakoopa Social。

## 使用方法
Wakoopa通过一个小的跟踪客户端程序来记录用户使用的软件和网络应用，并随后将其上传至用户的账户中。客户端运行时会在系统托盘区留有一个图标，并可以接收来自用户的Wakoopa联系人和网站本身的消息（alert）。Wakoopa还可记录你使用每个软件和应用的时间长度，并根据你的使用习惯向你提供软件和应用的建议。在Wakoopa的数据库中也有每个软件和应用的资料，这些资料可以编辑，从而使其能够保持最新。这些资料也用于与提供每个软件和应用所使用的时间相关的数据。

## 引用
1. ↑  Yadav, Sid. . Rev2.org.   [2011-07-06]. （原始内容存档于2012-04-09）.
2. ↑  Kincaid, Jason. . TechCrunch.   [2011-07-06]. （原始内容存档于2021-02-27）.
3. ↑  .   [2011-07-06]. （原始内容存档于2010-06-19）.
4. ↑  .   [2011-07-06]. （原始内容存档于2012-04-09）.